# Britswerd
Britswerd (officieel, Fries: Britswert) is een dorp in de gemeente Súdwest-Fryslân, in de Nederlandse provincie Friesland. Britswerd ligt tussen Sneek en Leeuwarden, tussen de dorpen Oosterlittens en Wieuwerd. Het dorp ligt ten westen van de N384 in de Greidhoek. Langs het dorp loopt de Franekervaart.
Britswerd vormt een tweelingdorp met Wieuwerd met een gezamenlijke dorpsbelangenvereniging. In 2023 telde het dorp 100 inwoners.

## Geschiedenis
Britswerd is rond het begin van de christelijke jaartelling  ontstaan op een terp. De bewoners waren lang gericht op de visserij op onder andere het Swaanwerdermeer (met het Rietmeer) en het Britswerdermeer maar vanaf de 18e eeuw werd Britswerd steeds meer agrarisch.  Het Britswerdermeer werd in 1885 drooggemalen.  
In de tweede helft van de 13e eeuw werd de plaats vermeld als Bretsenewarth, in 1440 als Bretsenewerth, in 1472 als Britsaert, in 1496 als Britswert en in 1524 als Britzwert. De plaatsnaam verwijst naar een gespleten of gebroken (brits) bewoonde hoogte (werth).
Tot 1984 lag het dorp in de gemeente Baarderadeel, daarna in Littenseradeel en vanaf 2018 in Súdwest-Fryslân.

## Kerk

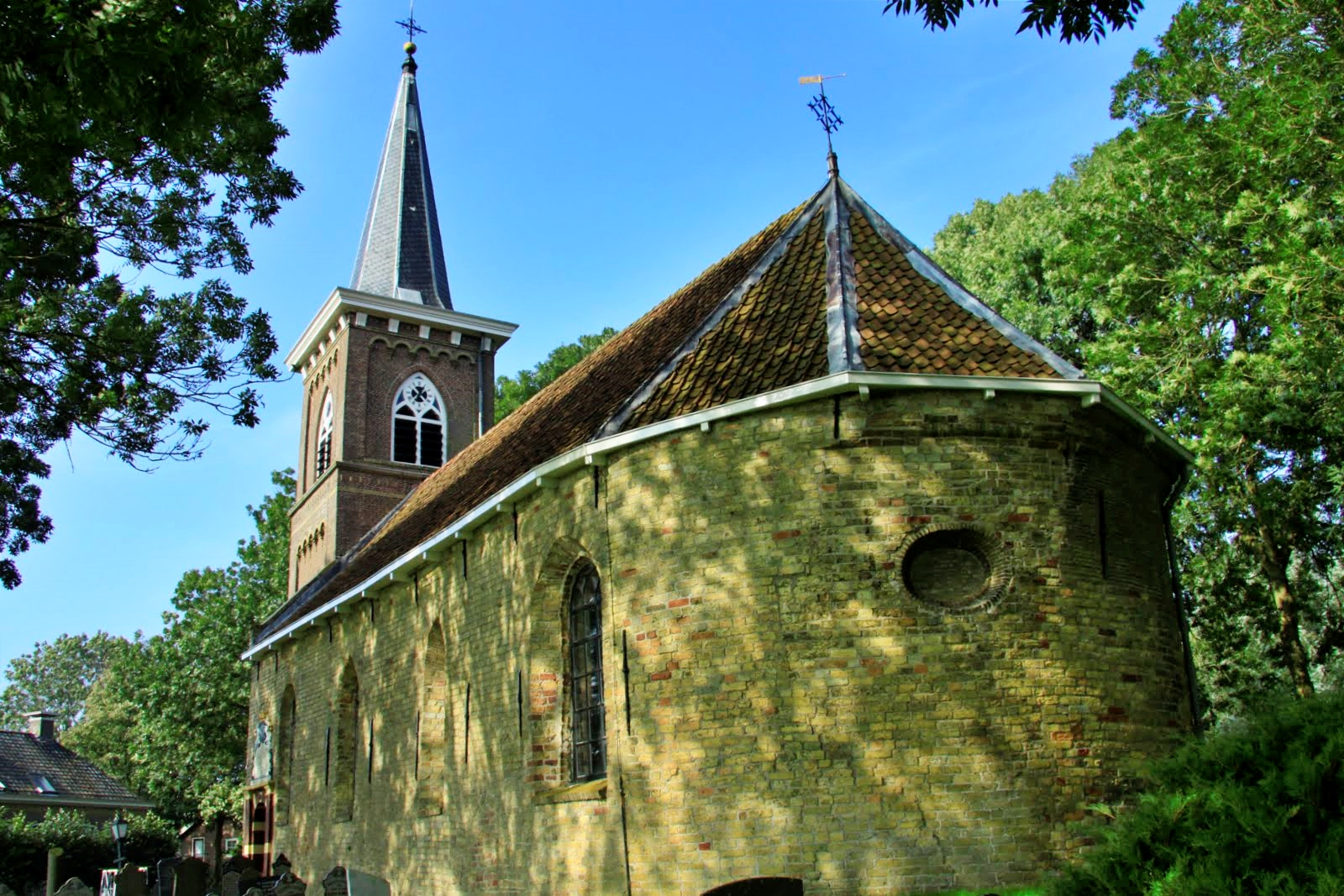
Sint-Joriskerk

De kerk van Britswerd is de Sint-Joriskerk en stamt uit de 12e eeuw. In 1883 werd zadeldaktoren vervangen door een toren met spits. De eenbeukige kerk was oorspronkelijk gewijd aan St. Nicolaas maar is nu vernoemd naar Joris.

## Molen
Ten zuiden van het dorp stond een kleine Amerikaanse windmotor, afgebroken in 2013.

## Sport
Britswerd en Wieuwerd hebben gezamenlijk een kaatsvereniging De Twa Doarpen, een ijsclub, een dartclub en een tafeltennisclub.

## Onderwijs en cultuur
Sinds 1957 staat de basisschool De Pikeloer in Wieuwerd, daarvoor stond deze in Britswerd. Tot 1914 was er in elk van de beide dorpen een school. De oude school in Britswerd werd later omgebouwd tot het dorpshuis. Het dorpshuis, Ùs Honk werd in 1982 geopend.
De toneelvereniging de Vriendenkring heeft leden in beide dorpen.

## Openbaar vervoer
- Lijn 35: Sneek - Scharnegoutum - Bozum - Wieuwerd - Britswerd - Oosterlittens - Baard - Winsum - Welsrijp - Tzum - Franeker.